# Cheile Întregalde
Cheile Întregalde este o arie protejată de intres național ce corespunde categoriei a IV-a IUCN (rezervație naturală de tip mixt), situată în vestul Transilvaniei, pe teritoriul județului Alba.

## Localizare
Aria naturală se află în partea central-estică a Munților Trascău (1139 m.), pe teritoriul administrativ al comunei Întregalde, satul Modolești și este străbătută de drumul județean DJ107K, Galda de Sus - Mogoș. 

## Descriere
Rezervația naturală a fost declarată arie protejată prin Legea Nr.5 din 6 martie 2000, publicată în Monitorul Oficial al României, Nr.152 din 12 aprilie 2000, privind aprobarea Planului de amenajare a teritoriului național - Secțiunea a III-a - zone protejate și are o suprafață de 25 ha.
Aria protejată este inclusă în situl de importanță comunitară - Trascău și reprezintă un relief deosebit de pitoresc aflat pe cursul superior al râului Galda, cu numeroase abrupturi, creste ascuțite și turnuri, care conservă totodată numeroase specii rare de plante.
Flora rezervației are în componență arbori și arbusti cu specii de fag (Fagus sylvatica), gorun (Quercus petraea), carpen (Carpinus betulus), mesteacăn (Betula pendula), cununiță (Spiraea chamaedryfolia), măceș (Rosa canina) sau mur (Rubus fruticosus).
La nivelul ierburilor sunt întâlnite mai multe specii floristice de stâncărie și pajiște; printre care: floarea de colț (Leontopodium alpinum Cass.), floarea-raiului (Geranium macrorrhizum), crucea voinicului (Hepatica transsilvanica), bulbuc de munte (Trollius europaeus), stânjenel siberian (Iris sibirica), piciorul cocoșului (Ranunculus oreophilus), buzdugan (Sparganium neglectum), ineață (Linum perenne ssp. extraaxillare), ochiul boului de munte (Aster alpinus), toporaș galben de munte (Viola biflora), păiuș roșu (Festuca rubra), iarba vântului (Nardus stricta).

## Căi de acces
Aici se poate accesa de pe DN 1 Alba Iulia - Aiud până la Galda de Jos, de unde drumul continuă pe DJ 107K prin satul Modolești (comuna întregalde) până la Mogoș.

## Monumente și atracții turistice
În vecinătatea rezervației naturale se află câteva obiective de interes istoric, cultural și turistic; astfel:

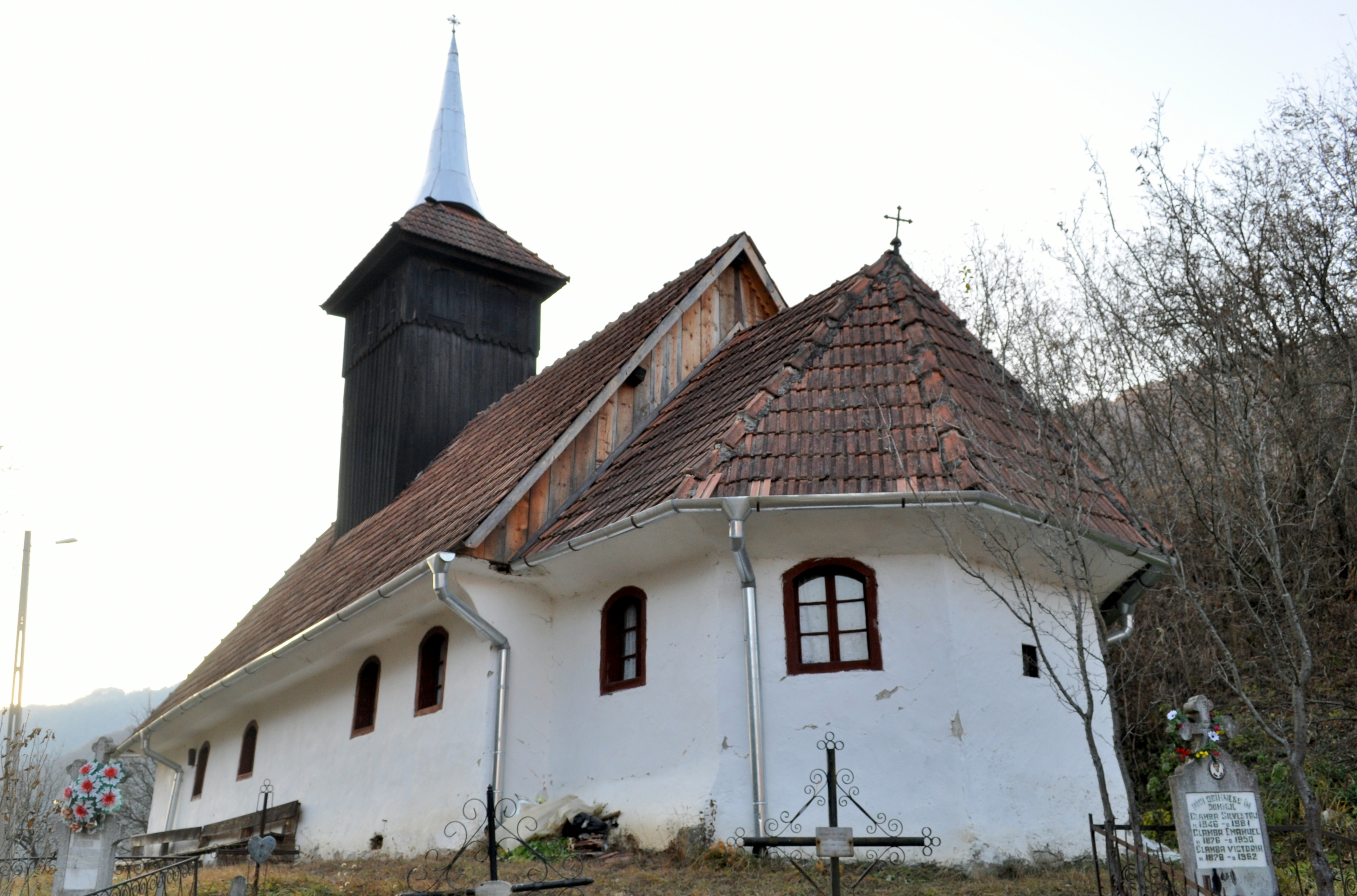
Biserica de lemn "Sf. Ilie" din Întregalde

- Biserica de lemn "Sf. Arhangheli" din Dealul Geoagiului, construcție 1742, monument istoric (cod LMI AB-II-m-A-00216).
- Biserica de lemn "Sf. Ilie" din Întregalde, construcție 1774, monument istoric (cod LMI AB-II-m-B-00240).
- Muzeul etnografic (interior de casă țărănească tradițională cu exponate ce reflectă arta mesteșugărească tradițională) din satul Întregalde.
- Peștera "Bisericuța" din satul Sfârcea.
- Rezervațiile naturale Cheile Găldiței și Turcului, Cheile Tecșeștilor, Piatra Cetii și Poienile cu narcise de la Tecșești.
- Trascău - sit de importanță comunitară inclus în rețeaua ecologică europeană, Natura 2000 în România.

## Imagini

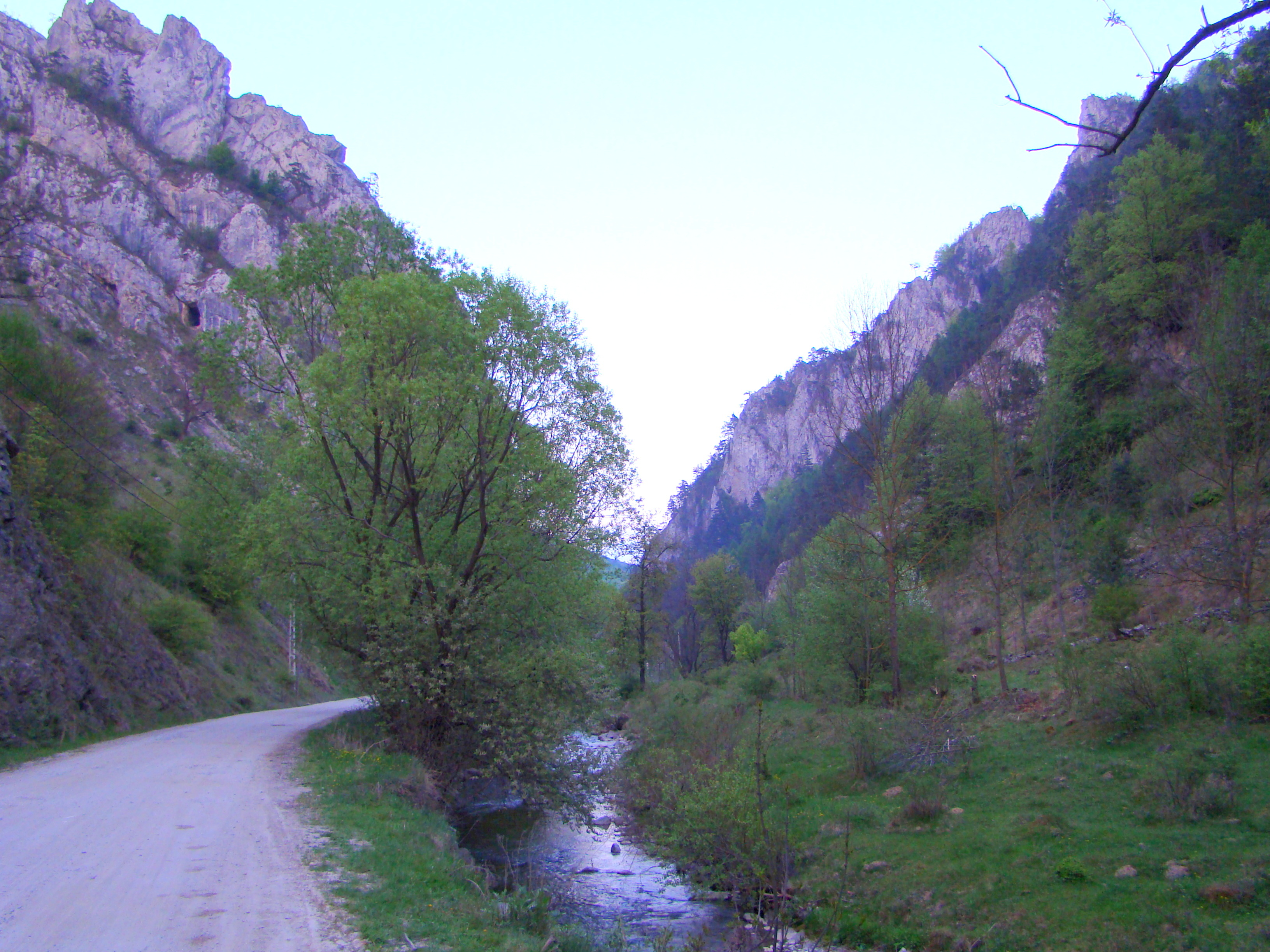
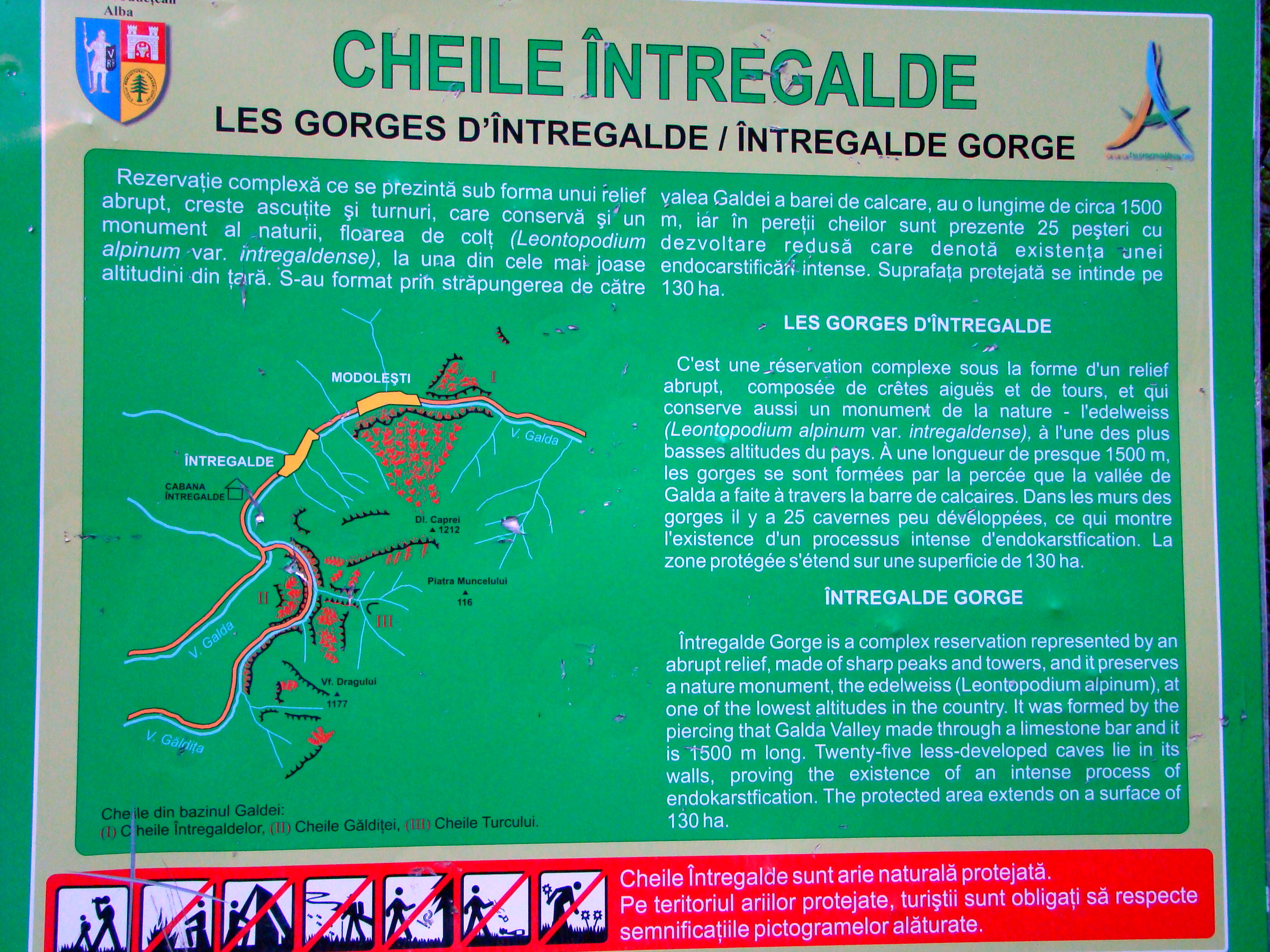
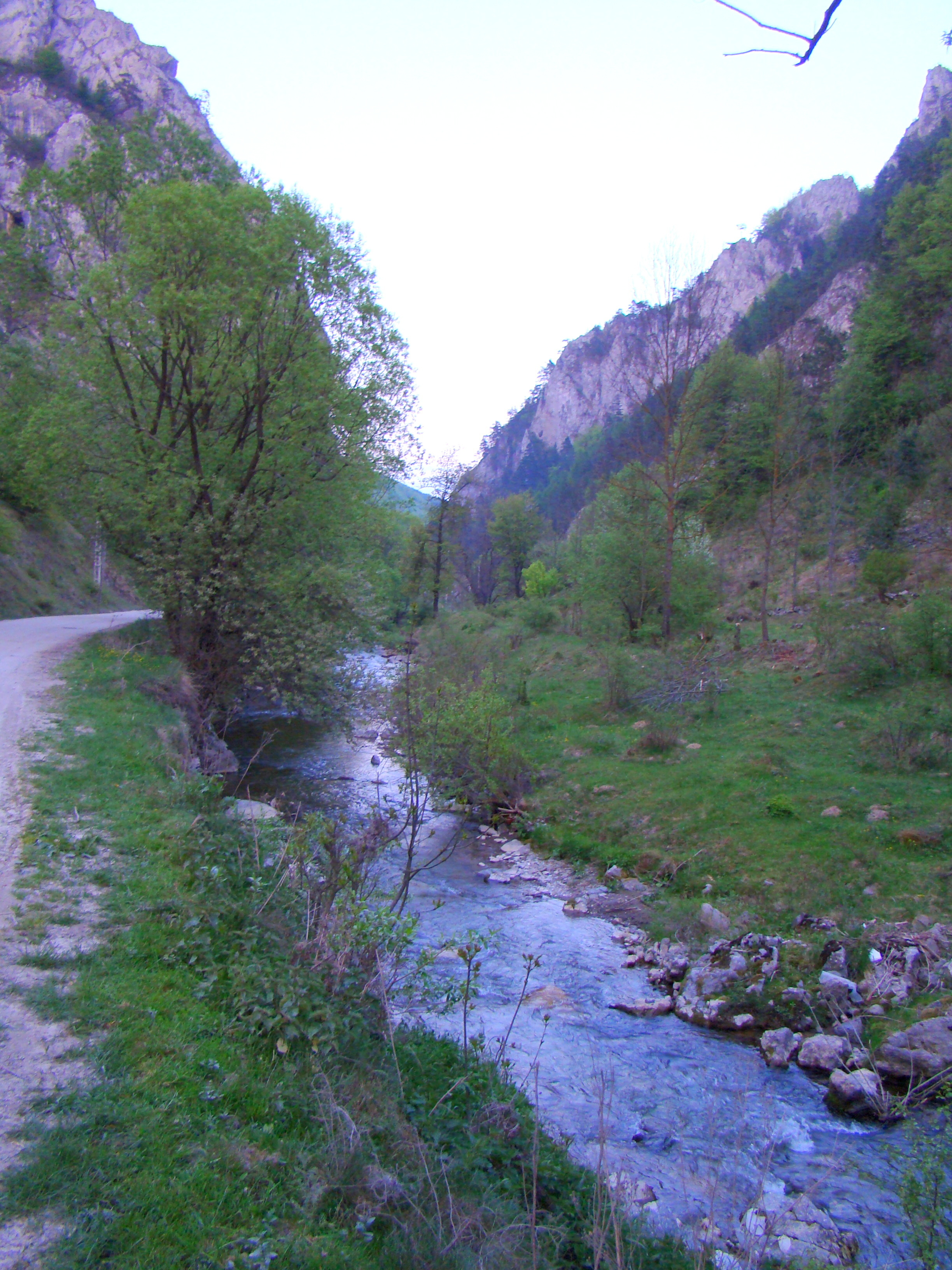
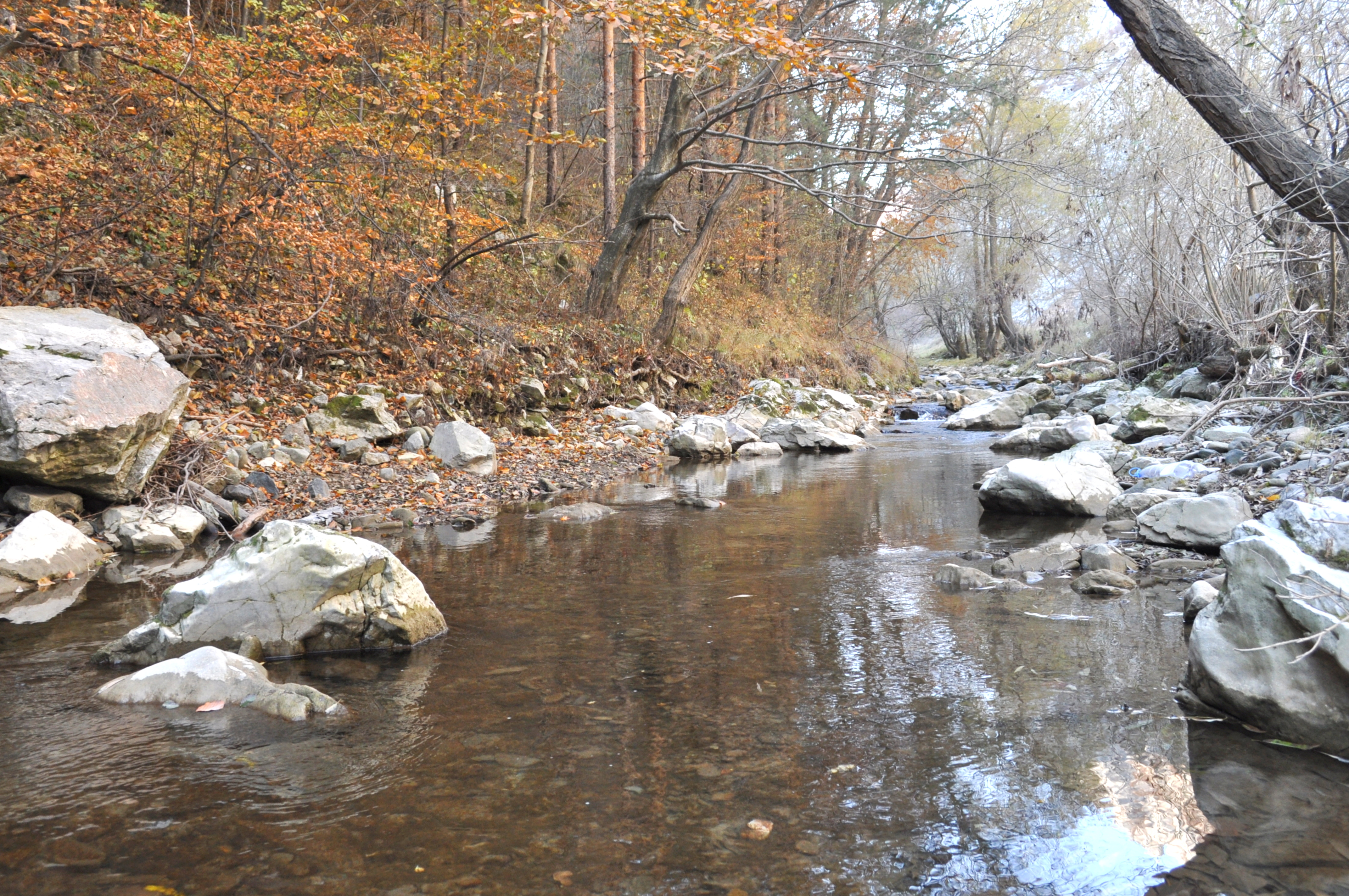